# Стрелба с лък на летните олимпийски игри 2012
Турнирът по стрелба с лък на Летните олимпийски игри 2012 се провежда в Лондон между 28 юли и 3 август в Лордс крикет граунд.

## Състезания
Раздават 4 комплекта медали в състезанията:
- Мъже
- Жени
- Отбори Мъже
- Отбори Жени

Всички състезания се провеждат по правилата на Световната федерация по стрелба с лък (ФИТА). В кръга в който се определят местата в схемата участват всички 128 състезатели, преди да започне Олимпийския кръг. Играе се под формата на турнир с директни елиминации. В индивидуалния турнир участват всички 64 състезатели от всеки пол. В отборния турнир участват 12 отбора с по три участника във всеки отбор.

### Индивидуален турнир
Всички 64 участника започват от първи кръг (1/32 финали)

### Отборен турнир
Първите 4 най-добри отбора в схемата се класират на 1/4 финалите. Отборите от 5-12 място ще определят останалите 4 четвъртфиналиста.

#### Жени
Олимпийски шампион е отборът на Южна Корея, които побеждават Китай с 210-209 точки. Япония печели бронзовия медал след победа с 209-207 срещу Русия. Това е седмата поредна победа на Южна Корея от въвеждането на спорта в олимпийската програма на Игрите в Сеул през 1988 г. 

## График на провеждане
Часовете са в местно време (UTC+1)
| Ден   | Дата                    | Начало | Край  | Събитие       | Фаза                            |
| ----- | ----------------------- | ------ | ----- | ------------- | ------------------------------- |
| Ден 1 | Петък 27 юли 2012       | 9:00   | 15:00 | Мъже          | Турнир за определяне на местата |
| Ден 1 | Петък 27 юли 2012       | 9:00   | 15:00 | Жени          | Турнир за определяне на местата |
| Ден 2 | Събота 28 юли 2012      | 9:00   | 19:00 | Мъжки отбори  | Елиминации/Финали               |
| Ден 3 | Неделя 29 юли 2012      | 9:00   | 19:00 | Женски отбори | Елиминации/Финали               |
| Ден 4 | Понеделник 30 юли 2012  | 9:00   | 17:40 | Мъже          | 1/32 & 1/16 финали              |
| Ден 4 | Понеделник 30 юли 2012  | 9:00   | 17:40 | Жени          | 1/32 & 1/16 Финали              |
| Ден 5 | Вторник 31 юли 2012     | 9:00   | 17:40 | Мъже          | 1/32 & 1/16 финали              |
| Ден 5 | Вторник 31 юли 2012     | 9:00   | 17:40 | Жени          | 1/32 & 1/16 Финали              |
| Ден 6 | Сряда 1 август 2012     | 9:00   | 19:00 | Мъже          | 1/32 & 1/16 финали              |
| Ден 6 | Сряда 1 август 2012     | 9:00   | 19:00 | Жени          | 1/32 & 1/16 Финали              |
| Ден 7 | Четвъртък 2 август 2012 | 9:00   | 16:20 | Жени          | 1/4, 1/2 и финали               |
| Ден 8 | Петък 3 август 2012     | 9:00   | 16:20 | Мъже          | 1/4, 1/2 и финали               |

## Квалификации
Всяка държава има право на по 6 участника, 3 мъже и 3 жени.